# UW-Milwaukee Panther Arena
El UW-Milwaukee Panther Arena (anteriormente conocido como Milwaukee Arena, MECCA Arena, Wisconsin Center Arena y U.S. Cellular Arena) es un recinto multideportivo situado en la ciudad de Milwaukee, Wisconsin. Es propiedad del Distrito Central de Wisconsin, y forma parte de una gran superficie denominada MECCA Complex (El Milwaukee Exposition Convention Center Arena)  que incluye el Milwaukee Theatre y el Midwest Airlines Center. Tiene una superficie de más de 12 500 m² y una capacidad para 12 700 espectadores.

## Historia
Fue inaugurado en 1950, siendo uno de los primeros pabellones deportivos en satisfacer las necesidades para las retransmisiones por televisión de los Estados Unidos. Es también conocido por haber sido la única pista de baloncesto pintada por el artista estadounidense Robert Indiana, que realizó una "M" en forma de arco iris representando la ciudad de Milwaukee. Fue el pabellón de los Milwaukee Hawks de la NBA antes de trasladarse a Atlanta, entre 1951 y 1955, y posteriormente de los Milwaukee Bucks, entre 1968 y 1988, equipo que posteriormente jugaría en el Bradley Center. Albergó en 1977 la vigesimosexta edición del All Star Game de la NBA, con una audiencia de 10 938 espectadores. También disputó allí sus encuentros como local el equipo masculino de baloncesto de la Universidad de Marquette.
En 2008 será la sede del nuevo equipo de los Milwaukee Bonecrushers de la Continental Indoor Football League.

## Conciertos destacados
A lo largo de su historia, ha albergado infinidad de conciertos musicales, entre los que destacan los siguientes:
- The Beatles, 1964.
- Led Zeppelin, 1970 y 1973.
- Elvis Presley, 1971 y 1977.
- Frank Sinatra, 1982.
- The Who, 1982.
- The Grateful Dead (varios), 1980 - 1990.
- Nirvana, 26 de octubre de 1993.